# Consejería de Sanidad de la Generalidad Valenciana
La Consejería de Sanidad (en valenciano, Conselleria de Sanitat y oficialmente, Conselleria de Sanidad - Conselleria de Sanitat) es una consejería o departamento del Consejo de la Generalidad Valenciana con competencias en materia de sanidad, salud pública, farmacia, evaluación, investigación e innovación sanitaria, planificación, calidad y atención al paciente. Además, gestiona la red de hospitales y centros públicos de atención médica.
Desde 2023, el consejero de Sanidad es Marciano Gómez Gómez.

## Estructura
La Consejería de Sanidad de la Generalidad Valenciana se estructura en los siguientes órganos:
- La Subsecretaría
  - La Dirección General de Personal
  - La Dirección General de Gestión Económica e Infraestructuras
- La Secretaría Autonómica de Sanidad
  - La Dirección General de Atención Primaria
  - La Dirección General de Atención Hospitalaria
  - La Dirección General de Salud Pública
  - La Dirección General de Farmacia
- La Secretaría Autonómica de Planificación, Información y Transformación Digital
  - La Dirección General de Información Sanitaria, Calidad y Evaluación
  - La Dirección General de Investigación e Innovación

## Organismos adscritos
Diferentes organismos públicos situados dentro del territorio valenciano se encuentran adscritos a la Consejería de Sanidad de la Generalidad Valenciana:
- Centro de Investigación Príncipe Felipe (CIPF).
- Centro de Transfusión de la Comunidad Valenciana.
- Escuela Valenciana de Estudios de la Salud (EVES).
- Fundación para el Fomento de la Investigación Sanitaria y Biomédica de la Comunidad Valenciana (FISABIO).
- Servicio de Emergencias Sanitarias de la Comunidad Valenciana (SESCV).

## Organización territorial

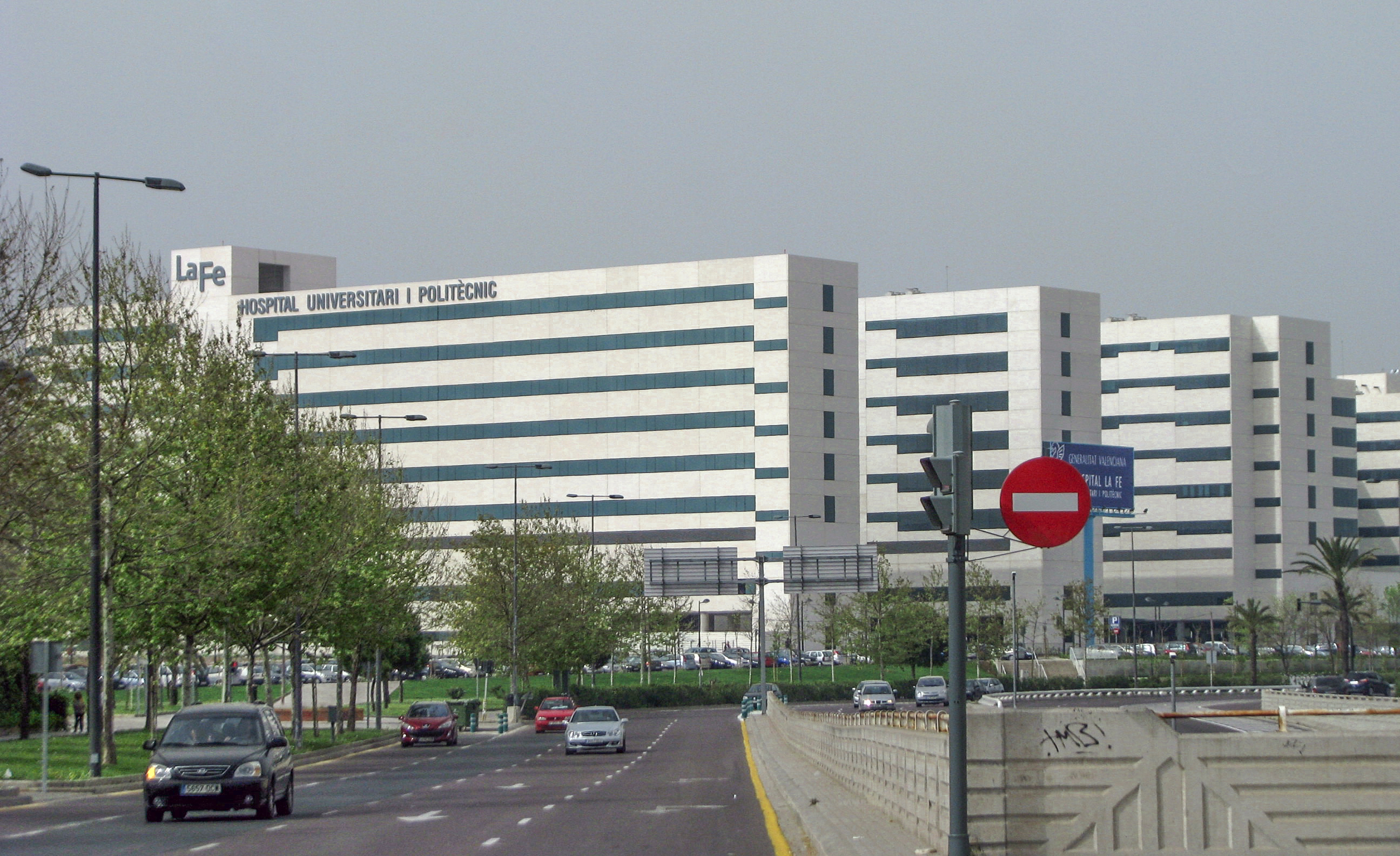
El Hospital La Fe (Valencia), el hospital de referencia de la Comunidad Valenciana.

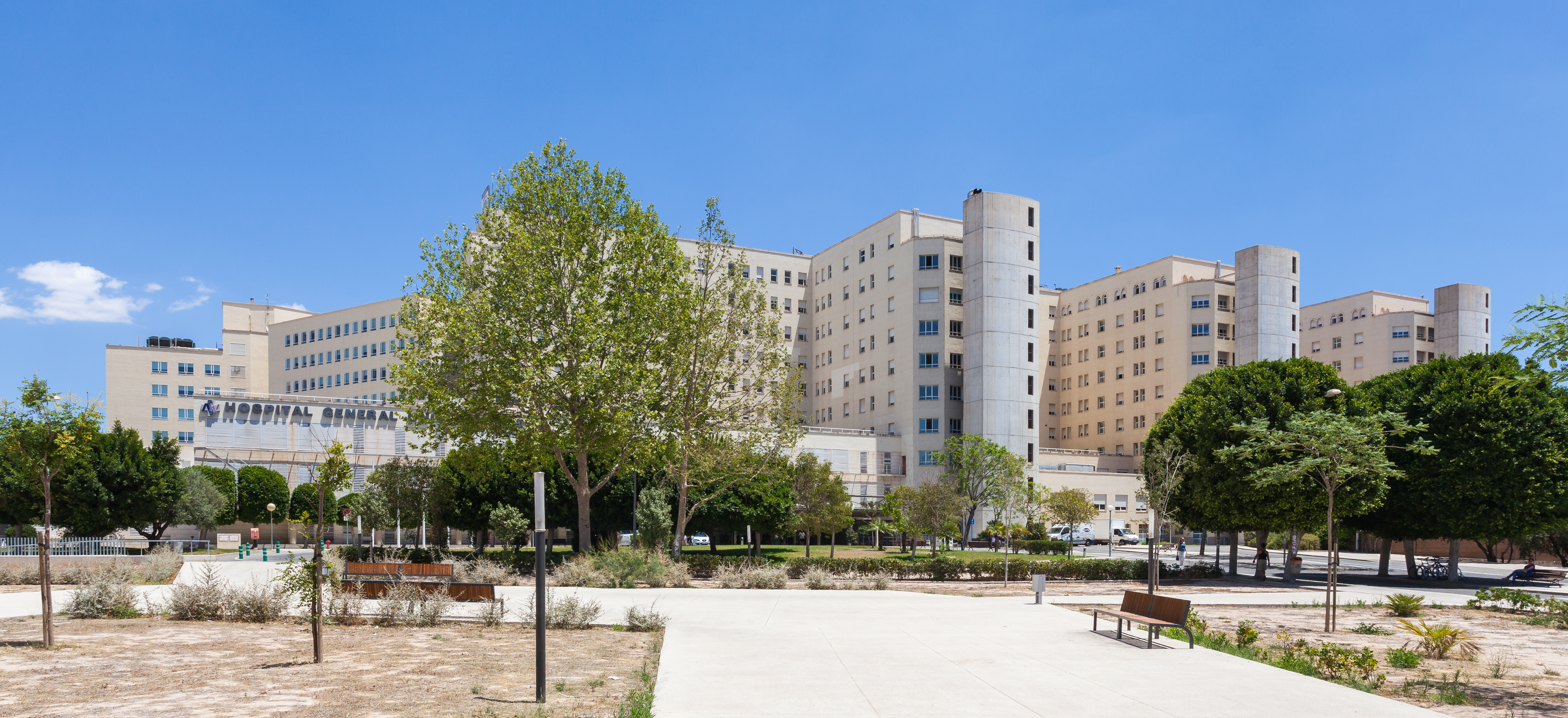
El Hospital General de Alicante, el más destacable de la provincia de Alicante.

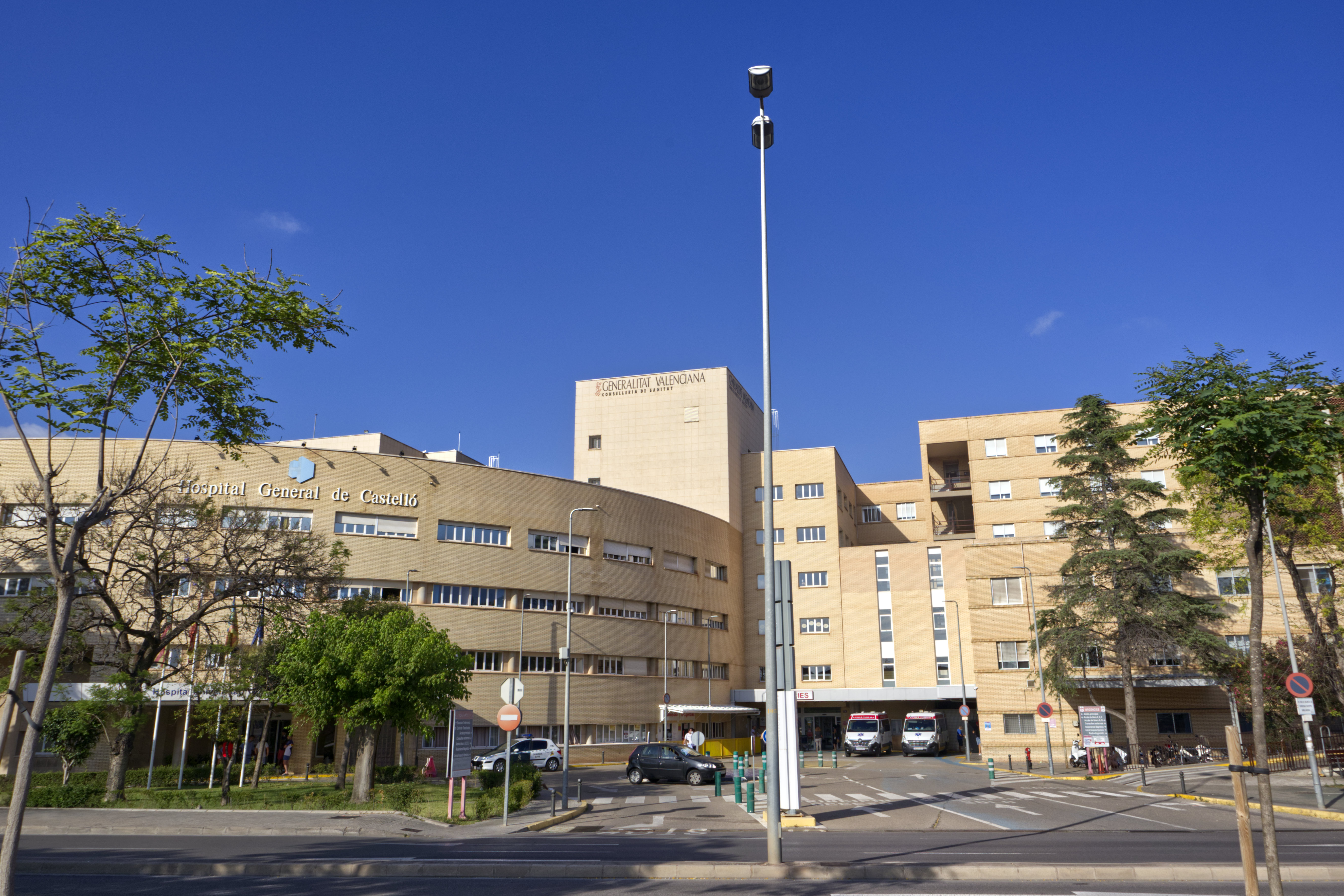
El Hospital General de Castellón, el más destacable de la provincia de Castellón.

Cada provincia valenciana dispone de una dirección territorial de la Consejería de Sanidad, la cual se encarga de desarrollar los planes y programas de esta y de dirigir toda actividad sanitaria dentro de su jurisdicción. Por lo tanto, en el territorio valenciano hay tres direcciones territoriales de salud:
- Dirección territorial de Alicante
- Dirección territorial de Castellón
- Dirección territorial de Valencia

Además de las direcciones territoriales, la Comunidad Valenciana se encuentra dividida en 25 departamentos de salud, los cuales agrupan todos los hospitales, inspecciones de servicios sanitarios, centros de especialidades, centros de salud, consultorios de atención primaria y otras unidades de carácter público de una determinada zona geográfica.
| Alcoy Alicante-Hospital General Alicante-San Juan de Alicante Denia Elche-Crevillente Elche-Hospital General Elda La Marina Baja Orihuela Torrevieja | Castellón La Plana Sagunto Vinaroz | Gandía Játiva-Onteniente La Ribera Manises Requena Sagunto Valencia-Arnau de Vilanova-Líria Valencia-Clínico-La Malvarrosa Valencia-Doctor Peset Valencia-Hospital General Valencia-La Fe |
| Fuente: Consejería de Sanidad |                                    | |

## Consejeros
| Legislatura                                       | Inicio                   | Fin                             | Titular                    | Partido               |
| ------------------------------------------------- | ------------------------ | ------------------------------- | -------------------------- | --------------------- |
| Preautonómica (1978-1981)                         |                          |                                 |                            |                       |
| Consejería de Sanidad y Seguridad Social          |                          |                                 |                            |                       |
| 10 de abril de 1978                               | 30 de junio de 1979      | Manuel Sánchez Ayuso            | PSP                        |                       |
| 30 de junio de 1979                               | 15 de septiembre de 1981 | Josep Peris Soler               | UCD                        |                       |
| 15 de septiembre de 1981                          | 11 de agosto de 1982     | Salvador López Sanz             | PSPV-PSOE                  |                       |
| 11 de agosto de 1982                              | 29 de septiembre de 1982 | Ciprià Jesús Císcar Casaban     | PSPV-PSOE                  |                       |
| Consejería de Sanidad, Trabajo y Seguridad Social |                          |                                 |                            |                       |
| 29 de septiembre de 1982                          | 28 de junio de 1983      | Ángel Luna González             | PSPV-PSOE                  |                       |
| I (1983-1987)                                     |                          |                                 |                            |                       |
| 28 de junio de 1983                               | 24 de julio de 1985      | Miguel Ángel Millana Sansaturio | PSPV-PSOE                  |                       |
| Consejería de Sanidad y Consumo                   |                          |                                 |                            |                       |
| 24 de julio de 1985                               | 27 de julio de 1987      | Joaquín Colomer Sala            | PSPV-PSOE                  |                       |
| II (1987-1991)                                    | 27 de julio de 1987      | 16 de julio de 1991             | Joaquín Colomer Sala       | PSPV-PSOE             |
| III (1991-1995)                                   | 16 de julio de 1991      | 6 de julio de 1995              | Joaquín Colomer Sala       | PSPV-PSOE             |
| IV (1995-1999)                                    |                          |                                 |                            |                       |
| 6 de julio de 1995                                | 24 de febrero de 1997    | Joaquín Farnós Gauchía          | PPCV                       |                       |
| Consejería de Sanidad                             |                          |                                 |                            |                       |
| 24 de febrero de 1997                             | 23 de julio de 1999      | Joaquín Farnós Gauchía          | PPCV                       |                       |
| V (1999-2003)                                     |                          |                                 |                            |                       |
| 23 de julio de 1999                               | 22 de mayo de 2000       | José Emilio Cervera Cardona     | PPCV                       |                       |
| 22 de mayo de 2000                                | 21 de junio de 2003      | Serafín Castellano Gómez        | PPCV                       |                       |
| VI (2003-2007)                                    |                          |                                 |                            |                       |
| 21 de junio de 2003                               | 30 de mayo de 2006       | Vicente Rambla Momplet          | PPCV                       |                       |
| 30 de mayo de 2006                                | 29 de junio de 2007      | Rafael Blasco Castany           | PPCV                       |                       |
| VII (2007-2011)                                   | 29 de junio de 2007      | 22 de junio de 2011             | Manuel Cervera Taulet      | PPCV                  |
| VIII (2011-2015)                                  | 22 de junio de 2011      | 10 de diciembre de 2012         | Luis Eduardo Rosado Bretón | Independiente         |
| VIII (2011-2015)                                  | 10 de diciembre de 2012  | 30 de junio de 2015             | Manuel Llombart Fuertes    | Independiente         |
| IX (2015-2019)                                    |                          |                                 |                            |                       |
| Consejería de Sanidad Universal y Salud Pública   |                          |                                 |                            |                       |
| 29 de junio de 2015                               | 7 de junio de 2018       | Carmen Montón Giménez           | PSPV-PSOE                  |                       |
| 7 de junio de 2018                                | 17 de junio de 2019      | Ana Barceló Chico               | PSPV-PSOE                  |                       |
| X (2019-2023)                                     | 17 de junio de 2019      | 16 de mayo de 2022              | Ana Barceló Chico          | PSPV-PSOE             |
| X (2019-2023)                                     | 16 de mayo de 2022       | 19 de julio de 2023             | Miguel Mínguez Pérez       | Independiente         |
| XI (2023-)                                        | Consejería de Sanidad    | Consejería de Sanidad           | Consejería de Sanidad      | Consejería de Sanidad |
| XI (2023-)                                        | 19 de julio de 2023      | En el cargo                     | Marciano Gómez Gómez       | PPCV                  |